# Wielko-Zagórze (gmina)
Wielko-Zagórze – dawna gmina wiejska istniejąca do 1954 roku w woj. kieleckim i woj. krakowskim. Siedzibą władz gminy były Zagórzyce (obecna nazwa Zagorzyce). 
W okresie międzywojennym gmina Wielko-Zagórze należała do powiatu miechowskiego w woj. kieleckim. 1 kwietnia 1930 roku część obszaru gminy Wielko-Zagórze weszła w skład nowej gminy Chodów. Po wojnie gmina przez bardzo krótki czas zachowała przynależność administracyjną, lecz już 1 kwietnia 1945 roku została wraz z całym powiatem miechowskim przyłączona do woj. krakowskiego. 1 stycznia 1950 roku gromady Uniejów Państwowy i Uniejów Rędziny z gminy Wielko-Zagórze przyłączono do gminy Chodów.
Według stanu z dnia 1 lipca 1952 roku gmina składała się z 13 gromad: Brzuchania Państwowa, Bukowska Wola, Kalina Lisiniec, Kalina Mała, Kalina Rędziny, Podleśna Wola, Podmiejska Wola Górna, Pstroszyce I, Pstroszyce II, Siedliska, Strzeżów I, Strzeżów II i Zagorzyce. Jednostka została zniesiona 29 września 1954 roku wraz z reformą wprowadzającą gromady w miejsce gmin. Po reaktywowaniu gmin z dniem 1 stycznia 1973 roku gminy Wielko-Zagórze nie przywrócono, a jej dawny obszar wszedł głównie w skład nowej gminy Miechów w tymże powiecie.